# 市川とみ子

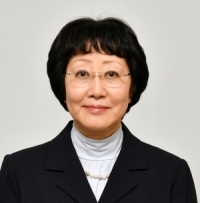
軍縮会議日本政府代表部ウェブページより

市川 とみ子（いちかわ とみこ、1962年〈昭和37年〉5月17日 - ）は、埼玉県出身の日本の外交官。
国際原子力機関事務局長特別補佐官、在ウィーン国際機関日本政府代表部公使、日本国際問題研究所所長などを経て、2023年10月から軍縮会議日本政府代表部大使を務める。

## 略歴
- 1985年3月　東京大学法学部第二類卒業
- 1985年4月　外務省入省
- 2001年1月　在連合王国日本国大使館 一等書記官
- 2002年1月　在連合王国日本国大使館 参事官
- 2003年4月　在英国日本国大使館 参事官
- 2003年8月　欧州局西欧第二課長
- 2004年8月　欧州局西欧課長
- 2005年1月　経済局経済統合体課長
- 2006年12月　総合外交政策局軍縮不拡散・科学部不拡散・科学原子力課長
- 2009年10月　経済局政策課長
- 2011年7月　在ウィーン国際機関日本政府代表部 公使
- 2014年7月　国際原子力機関事務局事務局長特別補佐官(オーストリア国ウィーン)
- 2020年2月　在ウィーン国際機関日本政府代表部 公使
- 2020年7月　公益財団法人日本国際問題研究所 所長代行
- 2020年12月　公益財団法人日本国際問題研究所 所長
- 2023年10月　軍縮会議日本政府代表部在勤 特命全権大使

## 同期
- 相木俊宏（21年タジキスタン大使）
- 磯俣秋男（24年スリランカ大使・21年アラブ首長国連邦大使）
- 伊藤恭子（23年チリ大使・20年エチオピア大使）
- 稲垣久生（23年トンガ大使）
- 大菅岳史（22年チュニジア大使・19年国連次席大使・18年外務報道官・17年アフリカ部長）
- 大森摂生（22年ボツワナ大使）
- 島田順二（21年メルボルン総領事）
- 清水信介（22年特命全権大使（アフリカ開発会議（TICAD）担当兼アフリカの角地域関連担当、国連安保理改革担当、安保理非常任理事国選挙担当）・18年チュニジア大使）
- 鈴木秀生（24年特命全権大使（広報外交担当兼国際保健担当、メコン協力担当）・20年チェコ大使・19年国際協力局長・17年地球規模課題審議官）
- 鈴木浩（22年インド大使・20年外務審議官・12年内閣総理大臣秘書官）
- 鈴木亮太郎（21年アイスランド大使）
- 滝崎成樹（20年内閣官房副長官補・19年アジア大洋州局長）
- 竹内一之（22年ザンビア大使）
- 垂秀夫（20年中国大使・19年官房長）
- 中前隆博（22年スペイン大使・19年アルゼンチン大使・17年中南米局長）
- 橋本尚文（22年特命全権大使（人権担当兼国際平和貢献担当）・20沖縄大使・18年イラク大使）
- 福島秀夫（21年パナマ大使・18年ヒューストン総領事）
- 前田徹（21年ブルネイ大使）
- 三澤康（25年関西担当大使・22年タンザニア大使）
- 水嶋光一（21年イスラエル大使・19年領事局長）
- 水越英明（24年スウェーデン大使・21年スリランカ大使・20年国際情報統括官）
- 武藤顕（23年ロシア大使・22年外務省研修所長）
- 森美樹夫（23年ニューヨーク総領事・21年領事局長）
- 山元毅（23年ペルー大使・19年グアテマラ大使・17年東京都外務長）